# 小行星19640
小行星19640（19640 Ethanroth）是一颗绕太阳运转的小行星，为主小行星带小行星。该小行星于1999年9月7日发现。

## 轨道参数
小行星19640的轨道半长轴为2.7606447 UA，离心率为0.139。